# Илич Рамирез Санчез
Илич Рамирез Санчез (12. октобар 1949) је бивши милитант, плаћеник, „професионални револуционар“ и плејбој који се тренутно налази на издржавању доживотне затворске казне у Француској. Познатији је под надимком Карлос (ратно име) или Шакал (новински надимак) или Карлос Шакал. Најпознатији по нападу на седиште ОПЕК-а 1975. године, Рамирез је дуго година био најтраженији међународни бегунац.

## Биографија
Рамирез Санчез је рођен у Каракасу у Венецуели. Његов отац, марксистички адвокат, дао му је име Илич по Лењину. Школовао се у локалној школи, а 1959. године придружио се подмлатку националне комунистичке партије. Поред свог матерњег шпанског језика, говори арапски и руски, као и енглески и француски језик. После развода родитеља 1966. године мајка је њега и његовог брата одвела у Лондон где су наставили школовање у Стафорд Хаус туторском колеџу у Кенсингтону. 1968. године њихов отац је покушао да упише своје синове на Сорбону али се на крају ипак одлучио за универзитет Патриса Лумумбе у Москви. Рамирез је избачен са универзитета 1970. год.
Претпоставља се да је после избацивања са универзитета отишао у камп за обуку герилаца Националног фронта за ослобођење Палестине у Аману у Јордану. Тамо је и стекао надимак Карлос. Тврди да се борио заједно са НФОП против јорданске војске када је 1970. године јорданска влада покренула акцију да их избаци из Јордана. После Јордана се вратио у Лондон где је похађао курс у Лондонској школи економије и наводно је радио за НФОП.
Каролос је надимак Шакал добио од новинара када је међу његовим стварима нађен роман Фредерика Форсајта „Дани шакала“. Иако је књига заправо припадала другој особи, надимак је остао.

## Терористичка каријера
Карлос је 1973. године извео своју прву акцију за НФОП када је безуспешно покушао да убије јеврејског бизнисмена Јозефа Сифа. Ова акција требало је да буде освета за убиство директора позоришта Мухамеда Боудија у Паризу, за којег се претпостављало да ради за НФОП, а којег је ликвидирао Мосад. Рамирез Санчез је такође преузео одговорност за неуспели бомбашки напад на просторије Хапоалим банке у Лондону као и три напада аутомобилима бомбама на редакције француских новина које је оптужио да су произраелске. Такође тврди да је он бацио гранату у париски ресторан када је погинуло двоје, а рањено тридесеторо гостију. Касније је учествовао у два неуспела ракетна напада на авионе компаније Ел Ал на аеродрому Орли у близини Париза, 13. и 17. јануара 1975. год.
27. јуна 1975. године ухваћен је и успешно испитан Карлосов човек за везу, нативни Либанац, Мишел Мукарбал. Када су три полицајца покушала да ухапсе Карлоса у једној кући у Паризу, током забаве, Карлос је убио два полицајца, побегао са лица места и успео да се преко Брисела пребаци у Бејрут. Касније је откривено да је Мишел Мукарбал тајно радио за МОСАД.
У Бејруту је Карлос учествовао у планирању напада на седиште ОПЕК-а у Бечу. У децембру 1975. године предводио је тим од шест људи који је упао на састанак лидера ОПЕК-а и заробио 60 талаца. 22. децембра терористи су добили авион којим су, заједно са 42 таоца, одлетели у Алжир, где је 30 талаца ослобођено. Затим је DC-9 у којем су се налазили терористи и преостали таоци одлетео за Либију где је пуштен део талаца. Авион је затим поново одлетео за Алжир где су преостали таоци пуштени, а отмичарима је гарантован политички азил. Карлос је ускоро напустио Алжир и преко Либије отишао у Аден где је учествовао на састанку лидера НФОП на којем је морао да објасни зашто није погубио два висока званичника ОПЕК-а који су били међу таоцима, иранског министра за нафту Јамшида Амузгара и министра за нафту Саудијске Арабије. Претпоставља се да је на овом састанку морао да положи рачуне и за део новца од откупа који је проневерио. Вођа НФОП, Вади Хадад га је избацио из организације.
У септембру 1976. године. Карлос је за кратко био ухапшен у Југославији само да би убрзо био пребачен у Багдад. Као трајно место свог боравка изабрао је Аден, где је започео формирање своје сопствене терористичке групе Организација Арапске оружане борбе сачињену од Сиријских, Либанских и Немачких побуњеника. Такође је успоставио контакт са Штазијем, Источно Немачком обавештајном службом. У једном тренутку га је чак ангажовала и румунска обавештајна служба за ликвидацију румунских дисидената у Француској и за уништење просторија Радија Слободна Европа у Минхену. Уз подршку Багдадског режима након Хададове смрти, Карлос је поново понудио своје услуге НФОП.
Карлосова терористичка група је започела своја дејства тек 1982. године и то неуспелим нападом на нукеларну електрану. Када су два припадника групе, укључујући и Карлосову жену Магдалену Коп, ухапшени у Паризу, група је у знак одмазде извела више бомбашких напада широм Француске. Током 1983. године група је извела бомбашки напад на Француску кућу у Минхену и на две композиције ТГВ воза. Ови напад довели су до међународног притиска на европске државе које су толерисале Карлосове активности. Крајем 1985. године избачен је из Мађарске, а Ирак, Либија и Куба су му ускратиле помоћ све док уточиште није нашао у Сирији. Скрасио се у Дамаску заједно са својом супругом и ћерком Елбом Розом.
Сиријска влада принудила је Карлоса да престане са терористичким активностима због чега није више сматран за претњу. Упркос томе ирачка влада му се обратила 1990. године због чега је у септембру 1991. год. прогнан из Сирије и привремено се настанио у Јордану. Боља заштита понуђена му је у Судану због чега се преселио у Картум.

## Хапшење и суђење
Француска и америчка обавештајна служба понудиле су повољну нагодбу Суданским властима за изручење Карлоса. Ова нагодба је највероватније била прихваћена зато што су исламски фундаменталисти у Судану били згрожени Карлосом који је наставио да се понаша као плејбој. 14. августа 1994. године предат је француским агентима који су га пребацили у Париз. У Паризу је оптужен за убиство два полицајца као и за убиство Мишела Мукарбала 1975. године и пребачен је у затвор Ла Санте де Пари где је био до почетка суђења. Суђење је почело 12. децембра 1997. године и трајало је до 23. децембра када је проглашен кривим и осуђен на доживотну казну затвора.
Познато је да је из затвора имао повремене контакте са Венецуеланским председником Хугом Чавезом. Чавез није покушао да демантује ове тврдње па је чак свој контакт са Карлосом обзнанио у свом телевизијском шоу „Хало господине председниче“.
Током његове каријере, за време Хладног рата, западни извори истицали су да је Карлос био агент КГБ-а али су његове везе са руском обавештајном службом биле безначајне. Данас нема сумње да Карлос није учествовао у Минхенском масакру (напад на израелске спортисте током Олимпијских игара у Минхену 1972. год.) као ни у отмици лета француске авио-компаније Ер Франс бр. 193 1976. године. Неки од терористичких напада приписани су му због тога што нико други није преузео одговорност за њих. Додатну забуну стварају и његова хвалисања о учествовању у непостојећим терористичким нападима или нападима које је извела нека друга терористичка организација.
Јуна 2003. године. Карлос је објавио збирку својих текстова које је написао у затвору. Књига под називом „Револуционарни ислам" покушава да објасни и оправда примену насиља у класним сукобима. У овој књизи Карлос је пружио подршку Осама бин Ладену и његовим нападима на САД.
Карлос је од 2004. године верен са својом адвокаткињом Изабелом Котант-Пејр.